# Cantley (Norfolk)
Cantley – wieś w Anglii, w hrabstwie Norfolk, w dystrykcie Broadland. Leży nad rzeką Yare, 16 km na wschód od Norwich i 164 km na północny wschód od Londynu.
Miejscowość liczy 677 mieszkańców.
Położona jest na skraju obszaru chronionej przyrody The Broads.